# Drosanthemum chrysum
Drosanthemum chrysum är en isörtsväxtart som beskrevs av L. Bol. Drosanthemum chrysum ingår i släktet Drosanthemum och familjen isörtsväxter. Inga underarter finns listade i Catalogue of Life.